# Jordpassage (Neptunus)
Jordpassage benämns det som inträffar när vår egen planet Jorden passerar framför solen sett från Neptunus, men även från Mars, Jupiter, Saturnus och Uranus. Jorden kan då ses som en liten svart skiva som långsamt rör sig över solens yta.
Den senaste Jordpassagen från Neptunus skedde den 11 augusti 2006 och nästa kommer att inträffa den 23 januari 2081 och blir av typen ”snudd”.
Den synodiska perioden för Jorden och Neptunus är 367,486 dygn. Den kan beräknas med formeln 1/(1/P-1/Q) där P är jordens sideriska omloppstid (365,25636 dygn) och Q är Neptunus omloppstid (60190 dygn).

## Tidtabell för Jordpassager från Neptunus[2]
Jordpassagerna inträffar med ungefär 80 års mellanrum. Då inträffar ett antal jordpassager med ungefär 367 dagars intervall. Nedan lämnas uppgifter för tre sådana serier av jordpassager.
| 30 juli 2001          |
| 2 augusti 2002        |
| 4 augusti 2003        |
| 6 augusti 2004        |
| 8 augusti 2005        |
| 11 augusti 2006       |
| 23 januari 2081 snudd |
| 25 januari 2082       |
| 28 januari 2083       |
| 30 januari 2084       |
| 1 februari 2085       |
| 3 februari 2086       |
| 6 februari 2087       |
| 8 februari 2088       |